# Пісенний конкурс Євробачення: Історія вогненної саги
«Пісенний конкурс „Євробачення“: Історія вогненної саги» (англ. Eurovision Song Contest: The Story of Fire Saga) — американський комедійний мюзикл, знятий Девідом Добкіним за сценарієм Ендрю Стіла та Вілла Ферелла. Головні ролі зіграли Вілл Ферелл, Рейчел Мак-Адамс, Пірс Броснан, Ден Стівенс та Демі Ловато. Фільм розповідає про ісландський музичний дует, Ларса Еріксонґа та Сігріти Еріксдоттіри, якому випав шанс представити свою країну на конкурсі «Євробачення».
Спочатку прем'єра фільму була запланований на травень 2020 року, однак через пандемію COVID-19 її було перенесено. Фільм вийшов на Netflix 26 червня 2020 року.

## У ролях
| Актор                         | Роль                    |
| ----------------------------- | ----------------------- |
| Вілл Ферелл                   | Ларс Еріксонґ           |
| Рейчел Мак-Адамс              | Сігріт Еріксдоттір      |
| Пірс Броснан                  | Ерік Еріксонґ           |
| Ден Стівенс                   | Александер Лємтов       |
| Демі Ловато                   | Катяна                  |
| Грем Нортон                   | самого себе             |
| Оулавюр Даррі Оулафссон       | Нілс Бронгус            |
| Бйорн Глюнур Гаральдссон      |                         |
| Ніна Дьоґ Філіпусдоттір       |                         |
| Йоуганнес Гаукур Йоуганнессон | Йоуганнес               |
| Джамала                       | самої себе (епізодична) |

## Виробництво
У травні 2018 року, в рамках підготовки до фільму Вілл Ферелл відвідав фінал конкурсу «Євробачення 2018» у Лісабоні, Португалія, для дослідження можливих персонажів і сценаріїв фільму. Він також поспілкувався за лаштунками з деякими учасниками конкурсу.
18 червня 2018 року стало відомо, що Ферелл зіграє головну роль, а також стане сценаристом та продюсером фільму на основі пісенного конкурсу «Євробачення» для Netflix. У березні 2019 року режисером фільму став Девід Добкін. У травні 2019 року Рейчел Мак-Адамс буда затверджена на роль у фільмі. Мак-Адамс та Ферелл були помічені на генеральних репетиціях Євробачення 2019 в Ізраїлі. У серпні 2019 року Пірс Броснан, Ден Стівенс та Демі Ловато були серед тих хто приєдналися до акторського складу, зйомки розпочалися у Великій Британії та Ісландії.

## Випуск
Фільму вийшов на Netflix 26 червня 2020 року.

## Музика
Саундтрек до альбому вийде 26 червня 2020 року. 16 травня вийшла перша пісня з альбому «Volcano Man», у виконанні Вілла Ферелла та шведської співачки Мі Маріанн (також відомої як Молі Санден).

### Перелік треків
| #  | Назва                                                   | Продюсер(и)                    | Тривалість |
| -- | ------------------------------------------------------- | ------------------------------ | ---------- |
| 1. | «Volcano Man» (у виконанні Вілла Ферелла та Мі Маріанн) | Ґустаф Голтер Крістіан Перссон | 1:22       |